# کلاته نو سلمان‌آباد
کلاته نوسلمان آباد روستایی در دهستان طبس مسینا بخش گزیک شهرستان درمیان استان خراسان جنوبی ایران است. بر پایه سرشماری عمومی نفوس و مسکن در سال ۱۳۹۰ جمعیت این روستا ۲۰ نفر (در ۵ خانوار) بوده‌است.